# Lasioscopus acmaeops
Lasioscopus acmaeops  (лат.) — вид мирмекофильных прыгающих цикадок (Cicadellidae) из подсемейства Eurymelinae, единственный в составе монотипического рода Lasioscopus. Эндемик Западной Австралии. Ассоциированы с муравьями рода Camponotus (Formicidae): Camponotus terebrans (Lowne, 1865) (= C. testaceipes Smith); Camponotus claripes Mayr, 1876; Camponotus nigriceps (Smith, 1858) (= C. perthiana Forel). Относительно крупные (8—10 мм) оранжево-коричневые цикадки. Ширина головы через глаза у самцов 2,5 мм, ширина груди через задние края пронотума 3 мм. Длина надкрылий у самцов и самок от 7 до 8 мм (Evans 1966). Относится к мирмекофильной трибе Pogonoscopini, которые как инквилины днём живут в муравейниках, а ночью кормятся на растениях под охраной тех же муравьёв (Day & Pullen 1999).